# 도요오카촌 (아이치현 호이군)
도요오카촌(豊岡村)은 아이치현 호이군에 설치되었던 촌이다. 현재의 가마고리시에 해당한다.